# Puente Rafael Iglesias
Die Puente Rafael Iglesias steht im Zuge der Nationalstraße N1 zwischen den Orten Alajuela und San Ramón in der Provinz Alajuela in Costa Rica, wo sie die Schlucht des Río Colorado in einer Höhe von rund 100 m überbrückt.
In der internationalen Fachliteratur wird sie auch Puente Río Colorado oder Rio Colorado Bridge genannt.

## Beschreibung
Die Brücke wurde von dem chinesisch-US-amerikanischen Brückenbauingenieur T. Y. Lin und den in seinem Ingenieurbüro T. Y. Lin International in Berkeley tätigen Ingenieuren Y.C. Yang, Kam Lo und Félix Kulka zusammen mit dem costa-ricanischen Ingenieurbüro INDECA entworfen.
Der Entwurf war um einen sparsamen Stahlverbrauch bemüht, da sämtlicher Stahl importiert werden musste. Hänge- und Schrägseilbrücken schieden daher wegen ihres hohen Stahlanteils aus und Bogenbrücken hätten qualifiziertes Personal erfordert, das im Lande ebenfalls nicht vorhanden war. Man entschied sich daher für eine überwiegend aus Beton bestehende Spannbandbrücke mit einer auf dem Spannband aufgeständerten, horizontalen Fahrbahn – die erste in dieser Art weltweit.
Sie wurde in den Jahren 1971 und 1972 von den Unternehmen Harbert Construction Co. aus Birmingham, Alabama und Carrez Internacional aus San José, Costa Rica ausgeführt.
Die zweispurige Brücke ist 204 m lang und 8,50 m breit. Sie vereint Elemente einer Spannbandbrücke und einer Sprengwerkbrücke mit einem Fahrbahnträger aus Spannbeton-Plattenbalken. Ihre Feldweiten sind 15 + 25 + 124 + 25 + 15 m. Die beiden kurzen Randfelder lagern auf schlanken senkrechten Pfeilern, während die beiden nächsten Felder von schrägen Streben gestützt werden. Das 124 m weite Mittelfeld besteht aus zwei 8 m langen Kabelsätteln und dem über 108 m frei hängenden Spannband, auf dem die 4 Stützen des horizontalen Fahrbahnträgers stehen.

## Bau
Der Bau begann wie üblich mit den Widerlagern und Stützenfundamenten sowie der Seilverankerung 74 m hinter den Widerlagern und 17 m unter der Straße. Die Pfeiler und Streben wurden beide in senkrechter Lage betoniert. Die ersten 15 m langen Abschnitte des Fahrbahnträgers wurden jeweils aus 4 vorgefertigten Spannbeton-T-Trägern hergestellt und mit Hilfe eines Kabelkrans montiert. Dann wurden die Streben an den Seilen in ihre endgültige schräge Position abgelassen und die nächsten 25 m langen Fahrbahnträger montiert. Nun wurden die 28 Spannkabel vom Typ BBRV aus jeweils 34 Drähten mit 7 mm Durchmesser in vier Bündeln über das Tal gespannt. An ihnen wurden ebenfalls vorgefertigte Betonplatten befestigt und schließlich vorgespannt. Auf diese durchhängende Brücke wurden die 4×4 schlanken Stützen gestellt, die von den horizontalen Fahrbahnträgern fixiert wurden.

## Gegenwärtiger Zustand
2013 wurden erstmals Schäden durch Korrosion von Spannkabeln bemerkt, die 2020 repariert wurden. Eine grundlegende Sanierung scheint jedoch dringend erforderlich zu sein.